# Schülp b. Rendsburg
Schülp b. Rendsburg (dänisch Skulleby) ist eine Gemeinde im Kreis Rendsburg-Eckernförde in Schleswig-Holstein.

## Geografie

### Geografische Lage
Das Gemeindegebiet von Schülp erstreckt sich am südöstlichen Ufer des Flusslaufs Eider um den Rüsterberg südlich von Rendsburg am Landschaftsübergang der naturräumlich zu den Haupteinheiten Holsteinische- und Schleswigsche Vorgeest zählenden Schleswig-Holsteinische Geest (Haupteinheit Nr. 69).

### Ortsteile
Das Wohnplatzverzeichnis der Volkszählung in der Bundesrepublik Deutschland 1987 gliederte die Gemeinde, neben dem namengebenden Dorf (Schülp), in die weiteren Wohnplätze Am Rüstberg, Hasenkrug und Lotsenstation, allesamt Häusergruppen, die Höfesiedlungen Am Moltkestein und Jevenberg.

### Nachbargemeinden
Das Gemeindegebiet wird begrenzt durch:
| Nübbel  |                                             | Westerrönfeld |
| Hamdorf | Kompassrose, die auf Nachbargemeinden zeigt |               |
| Hörsten |                                             | Jevenstedt    |

## Geschichte
Einige Flintartefakte (Scharber, Beile) aus der Jungsteinzeit (etwa 4300–2300 v. Chr.) sind die ältesten Spuren menschlichen Daseins im heutigen Gemeindegebiet.
Der Chronist Helmold von Bosau (etwa vor 1120 bis nach 1177) berichtet in seiner Slawen-Chronik, dass sich um 1149 der holsteinische Graf Adolf II. bei Schülp eine Schlacht mit Dänen und Dithmarschern lieferte. In der Chronik wird der Ort Schülp als Scullebi erwähnt. Er bedeutet wahrscheinlich „versteckte Biegung, Krümmung“.
Der Kampfplatz lag ungefähr am Rande der heutigen nördlichen Gemeindegrenze, wo bis zum Bau des Nord-Ostsee-Kanals eine Eiderfähre fuhr. Von Norden her traf der Heerweg dort etwa aus der Richtung Nübbel heranführend auf eine gut passierbare Furt.
Die nächsten schriftlichen Zeugnisse über Schülp gibt es erst wieder aus dem 15. Jahrhundert: Eine Klageschrift benennt im Jahr 1447 Graf Adolf VIII. die Übergriffe der Dithmarscher auf Holsteiner Gebiet. Opfer der Plünderung würde Schülp. Der Ort wird hier zum ersten Mal deutsch geschrieben und heißt ´Schulpe´.
Das Dorf unterstand 1580 dem Amte Rendsburg, das damals zum königlich-dänischen Anteil im Herzogtum Holstein gehörte. So mussten die Schülper seit dem 16. Jahrhundert ihren Beitrag zum Bau der Festung Rendsburg leisten, welche im 17. Jahrhundert zur stärksten dänischen Festung (nach Kopenhagen) ausgebaut wurde.
1712 wütete eine Pestepidemie, welche alle Einwohner bis auf zwei Familien wegraffte. Der damals angelegte Pestfriedhof wird heute noch genutzt.
Um 1770 erfolgte die Verkoppelung und aus dem Jahr 1803 gibt es die erste verlässliche Angabe über die Einwohnerzahl. Sie betrug 110. Der Ort profitierte von dem 1777 bis 1784 gebauten Schleswig-Holstein Kanal (Eiderkanal), unter anderem durch die Entwicklung einer kleinen Werftindustrie an der Eider.
Mit Einführung der preußischen Landgemeindeordnung in Holstein wurde die Dorfschaft Schülp 1867 eine Gemeinde mit gewähltem Gemeindevorsteher.
In der Zeit von 1887 bis 1895 wurde der Nord-Ostsee-Kanal gebaut, der das Gemeindegebiet fortan teilte.
Von 1901 bis 1957 hatte Schülp einen Bahnanschluss an der Rendsburger Kreisbahn.
Bis 1973 setzte vom Ortsteil Am Rüstberg eine Kettenfähre zu den Ortsteilen am westlichen Kanalufer über.

## Politik

### Gemeindevertretung
Bei der Kommunalwahl am 14. Mai 2023 wurden insgesamt elf Sitze vergeben. Diese fielen erneut alle an die Wählergemeinschaft Schülp. Die Wahlbeteiligung betrug 58,7 %.

### Bürgermeister
Das Amt des Bürgermeisters wird von Wolfgang Wachholz (WGS) ausgeübt.

### Wappen
Blasonierung: „In Rot ein schmalerer silberner Wellenbalken über einem silbernen Balken; oben ein goldener Schiffsrumpf auf einer (einfachen) Helling. Im Schildfuß ein goldener Dreiberg.“
Im Mittelpunkt des Wappens geben das schmale, bewegte und das breite, starre silberne Band die Eider und den Nord-Ostsee-Kanal wieder. Die beiden Wasserläufe führen, wie im Wappen dargestellt, in enger Nachbarschaft und fast parallel mitten durch die Schülper Gemarkung.
Der Schiffsrumpf auf der Helling in der oberen Wappenhälfte versinnbildlicht die Schülper Blütezeit des Holzhandels und Schiffszimmererhandwerks in der zweiten Hälfte des 18. Jahrhunderts. Der Dreiberg im Schildfuß bezieht sich auf landschaftliche Besonderheiten im Gemeindegebiet, wie mehrere ausgedehnte Binnendünen (Timmerbarg, Schütterberg und Moritzberg).
Die Farben Rot und Silber dokumentieren die Zugehörigkeit der Gemeinde zu Holstein. Das Gold des Schiffsrumpfes bezieht sich auf den einstigen Wohlstand der Werftindustrie, das Gold des Dreibergs auf die natürliche Färbung des Sandes.

## Wirtschaft und Infrastruktur

### Unternehmen
- Reederei Jörg Köpping

Im Ortsteil Am Rüstberg befindet sich die Lotsenversatzstelle Rüsterbergen der Lotsenbrüderschaften Kiel und Brunsbüttel sowie der Kanalsteurer des Nord-Ostsee-Kanals, an der die Lotsen aus Kiel (Oststrecke) bzw. Brunsbüttel (Weststrecke) zu den Schiffen übersetzen.

### Verkehr
Durch das Gemeindegebiet von Schülp führt im Straßenverkehr die Kreisstraße 27 des Kreises Rendsburg-Eckernförde. Sie zweigt an der Anschlussstelle Rendsburg-Süd in Westerrönfeld am Kanaltunnel Rendsburg in westlicher Richtung von der Bundesstraße 77 ab und führt den Individualverkehr zur schleswig-holsteinischen Landesstraße 126 in Breiholz.

## Sehenswürdigkeiten
- siehe hierzu auch: Liste der Kulturdenkmale in Schülp b. Rendsburg
  - Heimatmuseum mit „Preußischem Standesamt“[9]
  - Pestfriedhof
  - Moltkestein
  - Lotsenstation Nübbel[10]
  - Lotsenstation Rüsterbergen (bis 30. November 1973 Anlegestelle der Kanalfähre zum Nordufer zum Moltkestein[11])
  - Rüsterberg

## Bildergalerie

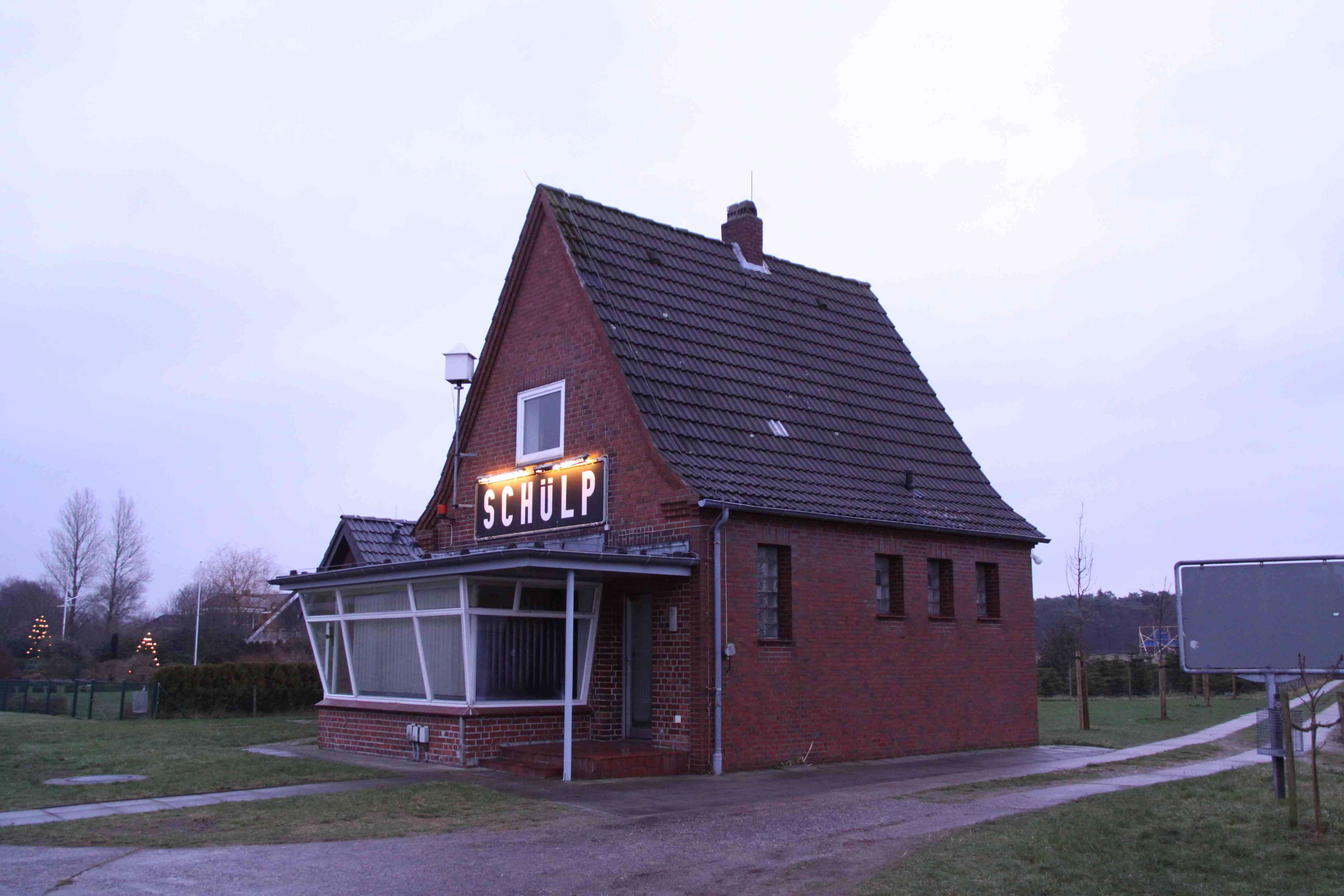
Weichenwärterhaus am Nord-Ostsee-Kanal
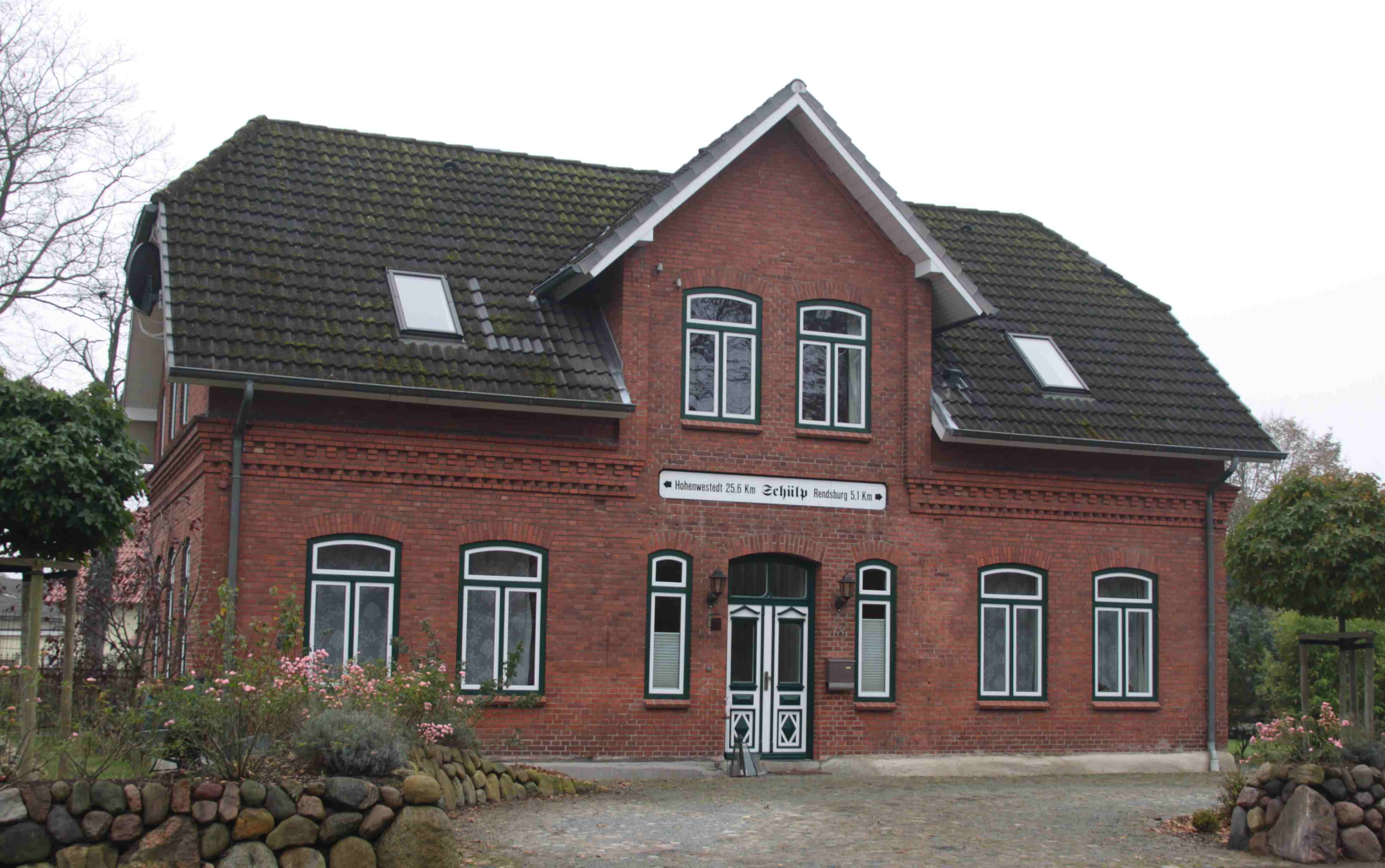
Ehemaliger Bahnhof Schülp
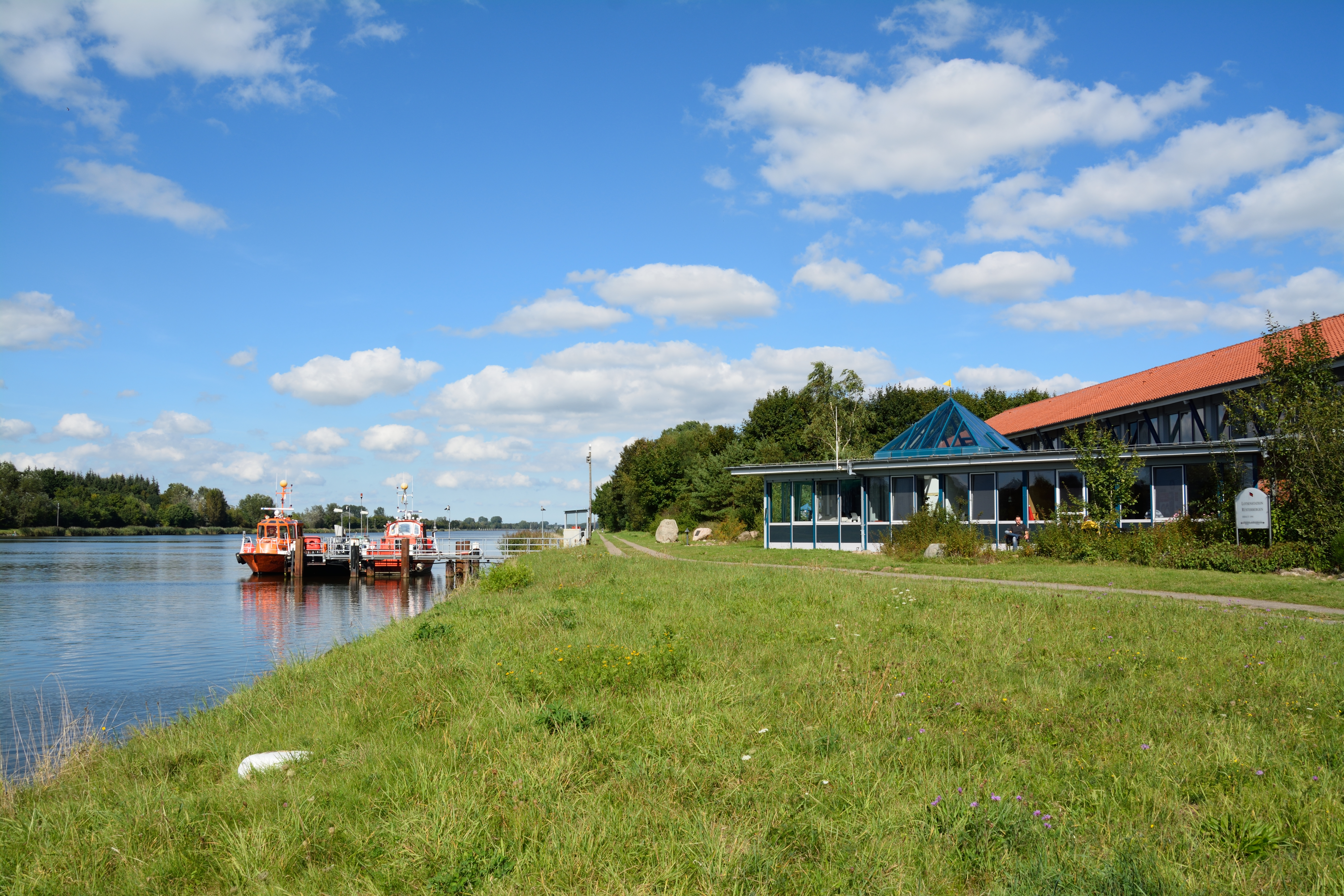
Lotsenstation Rüsterbergen
Lotsenstation Nübbel